# Tora! Tora! Tora!
Tora! Tora! Tora! (în japoneză トラ・トラ・トラ) este un film de război din 1970 în coproducție americano-japoneză, care are ca subiect Atacul de la Pearl Harbor.

## Distribuție
SUA
- Martin Balsam – amiralul Kimmel
- Joseph Cotten – Henry Stimson
- E. G. Marshall – lt. colonelul Bratton
- James Whitmore – amiralul Halsey
- Jason Robards – generalul Short
- Wesley Addy – lt. comandorul Kramer
- Frank Aletter – lt. comandorul Thomas
- Leon Ames – Frank Knox
- Richard Anderson – căpitanul Earle
- Keith Andes – generalul Marshall
- Edward Andrews – generalul Stark
- Neville Brand – lt. Kaminski
- George Macready – Cordell Hull
- Ron Māsak – lt. Ruff
- Jeff Donnell – Cornelia Fort
- Richard Erdman – colonelul French
- Norman Alden – maiorul Truman H. Landon

Japonia
- Sō Yamamura – amiralul Yamamoto
- Tatsuya Mihashi – comandorul Genda
- Takahiro Tamura – lt. comandorul Fuchida
- Eijiro Tono – amiralul Nagumo
- Shogo Shimada – ambasadorul Nomura
- Koreya Senda – prințul Konoe
- Kazuo Kitamura – Yōsuke Matsuoka
- Asao Uchida – Hideki Tōjō
- Hiroshi Akutagawa – marchizul Koichi Kido
- Susumu Fujita –  contraamiralul Tamon Yamaguchi
- Kan Nihonyanagi – contraamiralul Chuichi Hara
- Toshio Hosokawa – locotenentul comandor Shigeharu Murata
- Hisashi Igawa – locotenentul Mitsuo Matsuzaki, pilotul comandantului Fuchida

## Vezi și
- Listă de filme străine până în 1989
- Listă de actori japonezi
- Listă de regizori japonezi